# Ligue des champions féminine de l'UEFA 2017-2018
 (mai 2018).
Navigation
Édition précédente Édition suivante
La Ligue des champions féminine de l'UEFA 2017-2018 est la dix-septième édition de la plus importante compétition inter-clubs européenne de football féminin.
Elle se déroule lors de la saison 2017-2018 et oppose les vainqueurs des différents championnats européens de la saison précédente ainsi que les dauphins des douze meilleurs championnats.
La finale se déroule le 24 mai 2018 au Stade Dynamo Lobanovski à Kiev, en Ukraine.

## Participants
Le schéma de qualification de la Ligue des champions féminine de l'UEFA 2017-2018 est le suivant :
- le tenant du titre est qualifié directement pour les seizièmes de finale ;
- les douze meilleures associations les mieux classées au coefficient UEFA à l'issue de la saison 2015-2016 ont leurs clubs champions qualifiés directement pour les seizièmes de finale, et leurs vice-champions entrant soit en seizièmes de finale soit en phase de qualification (selon le nombre d'inscrits au début de la compétition[2])
- les autres associations ont leur club champion entrant en phase de qualification.

Contrairement à la Ligue des champions masculine, les fédérations européennes ne présentent pas toutes une équipe, donc le nombre exact d'équipes n'est pas fixé jusqu'à ce que la liste d'accès soit complètement connue ; il en est de même du tour d'entrée des équipes engagées.
Le 14 juin 2017, l'UEFA annonce un nombre record de 61 équipes participantes à cette édition de la Ligue des champions.
La liste d'accès définitive est donc la suivante (le tenant du titre, l'Olympique lyonnais étant déjà qualifié via le championnat) :
- les neuf meilleures associations les mieux classées au coefficient UEFA à l'issue de la saison 2015-2016 ont leurs clubs champions et vice-champions qualifiés directement pour les seizièmes de finale ;
- les associations classées de la 10e à la 12e au coefficient UEFA à l'issue de la saison 2015-2016 ont leurs clubs champions qualifiés directement pour les seizièmes de finale et leurs vice-champions entrant en phase de qualification ;
- les autres associations ont leur club champion entrant en phase de qualification.

|     | Allemagne                 | France                       | Suède                  | Angleterre                   | Espagne                  | Russie                  |
| --- | ------------------------- | ---------------------------- | ---------------------- | ---------------------------- | ------------------------ | ----------------------- |
| 1er | VfL Wolfsbourg (129.380)  | Olympique lyonnais (111.400) | Linköpings FC (30.295) | Manchester City WFC (36.490) | Atlético Madrid (20.520) | WFC Rossiyanka (37.715) |
| 2e  | FC Bayern Munich (48.380) | Montpellier HSC (26.400)     | FC Rosengård (83.295)  | Chelsea LFC (29.490)         | FC Barcelone (68.520)    | Zvezda 2005 (33.715)    |

|     | Italie               | Danemark                  | République tchèque        |
| --- | -------------------- | ------------------------- | ------------------------- |
| 1er | Fiorentina (12.210)  | Brøndby IF (47.705)       | SK Slavia Prague (31.890) |
| 2e  | ACF Brescia (33.210) | Fortuna Hjørring (54.705) | AC Sparta Prague (31.890) |

|     | Autriche                  | Écosse                    | Norvège                |
| --- | ------------------------- | ------------------------- | ---------------------- |
| 1er | FSK Sankt Pölten (21.240) | Glasgow City LFC (34.580) | Lillestrøm SK (30.295) |

| - Autriche : SK Sturm Graz (13.395) - Écosse : Hibernian Ladies (11.580) - Norvège : Avaldsnes IL (12.075) - Suisse : FC Zürich Frauen (43.890) - Pays-Bas : Ajax Amsterdam (8.250) - Kazakhstan : BIIK Kazygurt (24.930) - Chypre : Apollon Limassol (23.940) - Belgique : Standard de Liège (17.955) - Pologne : Medyk Konin (19.600) - Islande : Stjarnan (15.610) - Roumanie : CFF Olimpia Cluj (19.950) - Serbie : Spartak Subotica (20.615) - Hongrie : MTK Hungária FC (14.620) - Finlande : PK-35 (13.630) - Turquie : Konak Belediyespor (14.960) - Irlande : Shelbourne Ladies (2.805) - Bosnie-Herzégovine : SFK 2000 Sarajevo (17.290) - Portugal : Sporting Portugal (3.465) - Lituanie : FK Gintra Universitetas (15.960) - Biélorussie : FK Minsk (10.800) | - Ukraine : Zhytlobud-2 Kharkiv (3.135) - Slovénie : ŽNK Olimpija Ljubljana (3.630) - Croatie : ŽNK Osijek (9.975) - Grèce : PAOK Salonique (10.305) - Israël : MS Kiryat Gat (2.310) - Bulgarie : FC NSA Sofia (6.650) - Estonie : Pärnu JK (7.315) - Slovaquie : Partizán Bardejov (1.485) - Irlande du Nord : Linfield LFC (0.990) - Îles Féroé : KÍ Klaksvík (3.990) - Macédoine : ŽFK Istatov (0.330) - Pays de Galles : Swansea City (0.660) - Albanie : Vllaznia Shkodër (1.995) - Lettonie : Rīgas FS (1.330) - Monténégro : ŽFK Breznica (0.995) - Malte : Birkirkara FC (0.165) - Moldavie : FC Noroc Nimoreni (0.165) - Luxembourg : SC Bettembourg (0.000) - Kosovo : KF Hajvalia (1.330) - Géorgie : KSK Martve |

## Calendrier
| Nom                           | Date tirage au sort           | Date aller                    | Date retour                   | Nombre de participants        | Nombre en lice                |
| Phase de qualification (2017) | Phase de qualification (2017) | Phase de qualification (2017) | Phase de qualification (2017) | Phase de qualification (2017) | Phase de qualification (2017) |
| ----------------------------- | ----------------------------- | ----------------------------- | ----------------------------- | ----------------------------- | ----------------------------- |
| Phase de qualification        | 23 juin                       | du 22 au 28 août              | du 22 au 28 août              | 40                            | 61 à 32                       |
| Phase finale (2017-2018)      |                               |                               |                               |                               |                               |
| Seizièmes de finale           | 1er septembre                 | 4-5 octobre                   | 11-12 octobre                 | 32                            | 32 à 16                       |
| Huitièmes de finale           | 16 octobre                    | 8-9 novembre                  | 15-16 novembre                | 16                            | 16 à 8                        |
| Quarts de finale              | 24 novembre                   | 21-22 mars                    | 28-29 mars                    | 8                             | 8 à 4                         |
| Demi-finales                  | 24 novembre                   | 21-22 avril                   | 28-29 avril                   | 4                             | 4 à 2                         |
| Finale                        | 24 novembre                   | 24 mai                        | 24 mai                        | 2                             | 2 à 1                         |

## Phase de qualification
La phase de groupes est composée de dix groupes de quatre équipes et se déroule du 22 au 28 août 2017. Les premiers de chaque groupe ainsi que le meilleur deuxième (en ne prenant pas en compte le résultat contre le dernier) se qualifient pour les seizièmes de finale.

### Groupe 1
Les matchs se déroulent à Tbilissi en Géorgie.
| Rang | Équipe                  | Pts | J | G | N | P | Bp | Bc | Diff |  | Résultats               |  |     |     |     |
| ---- | ----------------------- | --- | - | - | - | - | -- | -- | ---- |  | ----------------------- |  | --- | --- | --- |
| 1    | FK Gintra Universitetas | 9   | 3 | 3 | 0 | 0 | 13 | 1  | +12  |  | FK Gintra Universitetas |  | 3-1 | 4-0 | 6-0 |
| 2    | Konak Belediyespor      | 6   | 3 | 2 | 0 | 1 | 11 | 4  | +7   |  | Konak Belediyespor      |  |     | 5-1 | 5-0 |
| 3    | Partizán Bardejov       | 3   | 3 | 1 | 0 | 2 | 4  | 9  | -5   |  | Partizán Bardejov       |  |     |     | 3-0 |
| 4    | FC Martve               | 0   | 3 | 0 | 0 | 3 | 0  | 14 | -14  |  | FC Martve               |  |     |     |     |

### Groupe 2
Les matchs se déroulent à Cluj-Napoca en Roumanie.
| Rang | Équipe              | Pts | J | G | N | P | Bp | Bc | Diff |  | Résultats           |  |     |     |     |
| ---- | ------------------- | --- | - | - | - | - | -- | -- | ---- |  | ------------------- |  | --- | --- | --- |
| 1    | CFF Olimpia Cluj    | 7   | 3 | 2 | 1 | 0 | 5  | 1  | +4   |  | CFF Olimpia Cluj    |  | 1-1 | 1-0 | 3-0 |
| 2    | Hibernian Ladies    | 5   | 3 | 1 | 2 | 0 | 7  | 2  | +5   |  | Hibernian Ladies    |  |     | 1-1 | 5-0 |
| 3    | Zhytlobud-2 Kharkiv | 4   | 3 | 1 | 1 | 1 | 10 | 2  | +8   |  | Zhytlobud-2 Kharkiv |  |     |     | 9-0 |
| 4    | Swansea City        | 0   | 3 | 0 | 0 | 3 | 0  | 17 | -17  |  | Swansea City        |  |     |     |     |

### Groupe 3
Les matchs se déroulent à Pärnu et Vändra en Estonie.
| Rang | Équipe            | Pts | J | G | N | P | Bp | Bc | Diff |  | Résultats         |  |     |     |     |
| ---- | ----------------- | --- | - | - | - | - | -- | -- | ---- |  | ----------------- |  | --- | --- | --- |
| 1    | Ajax Amsterdam    | 9   | 3 | 3 | 0 | 0 | 11 | 1  | +10  |  | Ajax Amsterdam    |  | 3-0 | 2-1 | 6-0 |
| 2    | Standard de Liège | 6   | 3 | 2 | 0 | 1 | 10 | 3  | +7   |  | Standard de Liège |  |     | 2-0 | 8-0 |
| 3    | Pärnu JK          | 3   | 3 | 1 | 0 | 2 | 3  | 4  | -1   |  | Pärnu JK          |  |     |     | 2-0 |
| 4    | Rīgas FS          | 0   | 3 | 0 | 0 | 3 | 0  | 16 | -16  |  | Rīgas FS          |  |     |     |     |

### Groupe 4
Les matchs se déroulent à Belfast en Irlande du Nord.
| Rang | Équipe            | Pts | J | G | N | P | Bp | Bc | Diff |  | Résultats         |  |     |     |     |
| ---- | ----------------- | --- | - | - | - | - | -- | -- | ---- |  | ----------------- |  | --- | --- | --- |
| 1    | Medyk Konin       | 7   | 3 | 2 | 1 | 0 | 6  | 3  | +3   |  | Medyk Konin       |  | 0-0 | 2-1 | 4-1 |
| 2    | Shelbourne Ladies | 5   | 3 | 1 | 2 | 0 | 3  | 1  | +2   |  | Shelbourne Ladies |  |     | 0-0 | 3-1 |
| 3    | PK-35             | 4   | 3 | 1 | 1 | 1 | 2  | 2  | 0    |  | PK-35             |  |     |     | 1-0 |
| 4    | Linfield FC       | 0   | 3 | 0 | 0 | 3 | 2  | 8  | -6   |  | Linfield FC       |  |     |     |     |

### Groupe 5
Les matchs se déroulent à Nicosie, à Chypre.
| Rang | Équipe            | Pts | J | G | N | P | Bp | Bc | Diff |  | Résultats         |  |     |     |     |
| ---- | ----------------- | --- | - | - | - | - | -- | -- | ---- |  | ----------------- |  | --- | --- | --- |
| 1    | Apollon Limassol  | 9   | 3 | 3 | 0 | 0 | 14 | 1  | +13  |  | Apollon Limassol  |  | 4-1 | 4-0 | 6-0 |
| 2    | SK Sturm Graz     | 6   | 3 | 2 | 0 | 1 | 8  | 5  | +3   |  | SK Sturm Graz     |  |     | 3-1 | 4-0 |
| 3    | FC NSA Sofia      | 3   | 3 | 1 | 0 | 2 | 2  | 7  | -5   |  | FC NSA Sofia      |  |     |     | 1-0 |
| 4    | FC Noroc Nimoreni | 0   | 3 | 0 | 0 | 3 | 0  | 11 | -11  |  | FC Noroc Nimoreni |  |     |     |     |

### Groupe 6
Les matchs se déroulent à Ljubljana en Slovénie.
| Rang | Équipe                 | Pts | J | G | N | P | Bp | Bc | Diff |  | Résultats              |  |     |     |     |
| ---- | ---------------------- | --- | - | - | - | - | -- | -- | ---- |  | ---------------------- |  | --- | --- | --- |
| 1    | FK Minsk               | 7   | 3 | 2 | 1 | 0 | 13 | 0  | +13  |  | FK Minsk               |  | 0-0 | 5-0 | 8-0 |
| 2    | FC Zürich Frauen       | 7   | 3 | 2 | 1 | 0 | 7  | 1  | +6   |  | FC Zürich Frauen       |  |     | 2-1 | 5-0 |
| 3    | ŽNK Olimpija Ljubljana | 3   | 3 | 1 | 0 | 2 | 2  | 7  | -5   |  | ŽNK Olimpija Ljubljana |  |     |     | 1-0 |
| 4    | Birkirkara FC          | 0   | 3 | 0 | 0 | 3 | 0  | 14 | -14  |  | Birkirkara FC          |  |     |     |     |

### Groupe 7
Les matchs se déroulent à Osijek et Vinkovci en Croatie.
| Rang | Équipe      | Pts | J | G | N | P | Bp | Bc | Diff |  | Résultats   |  |     |     |      |
| ---- | ----------- | --- | - | - | - | - | -- | -- | ---- |  | ----------- |  | --- | --- | ---- |
| 1    | Stjarnan    | 9   | 3 | 3 | 0 | 0 | 21 | 0  | +21  |  | Stjarnan    |  | 1-0 | 9-0 | 11-0 |
| 2    | ŽNK Osijek  | 6   | 3 | 2 | 0 | 1 | 11 | 1  | +10  |  | ŽNK Osijek  |  |     | 4-0 | 7-0  |
| 3    | KÍ Klaksvík | 3   | 3 | 1 | 0 | 2 | 6  | 14 | -8   |  | KÍ Klaksvík |  |     |     | 6-1  |
| 4    | ŽFK Istatov | 0   | 3 | 0 | 0 | 3 | 1  | 24 | -23  |  | ŽFK Istatov |  |     |     |      |

### Groupe 8
Les matchs se déroulent à Budapest en Hongrie.
| Rang | Équipe            | Pts | J | G | N | P | Bp | Bc | Diff |  | Résultats         |  |     |     |     |
| ---- | ----------------- | --- | - | - | - | - | -- | -- | ---- |  | ----------------- |  | --- | --- | --- |
| 1    | BIIK Kazygurt     | 9   | 3 | 3 | 0 | 0 | 6  | 1  | +5   |  | BIIK Kazygurt     |  | 2-1 | 3-0 | 1-0 |
| 2    | Sporting Portugal | 6   | 3 | 2 | 0 | 1 | 7  | 3  | +4   |  | Sporting Portugal |  |     | 2-0 | 4-1 |
| 3    | MTK Hungária FC   | 3   | 3 | 1 | 0 | 2 | 2  | 5  | -3   |  | MTK Hungária FC   |  |     |     | 2-0 |
| 4    | KF Hajvalia       | 0   | 3 | 0 | 0 | 3 | 1  | 7  | -6   |  | KF Hajvalia       |  |     |     |     |

### Groupe 9
Les matchs se déroulent à Podgorica et Nikšić au Monténégro.
| Rang | Équipe           | Pts | J | G | N | P | Bp | Bc | Diff |  | Résultats        |  |     |     |     |
| ---- | ---------------- | --- | - | - | - | - | -- | -- | ---- |  | ---------------- |  | --- | --- | --- |
| 1    | Avaldsnes IL     | 9   | 3 | 3 | 0 | 0 | 10 | 3  | +7   |  | Avaldsnes IL     |  | 2-0 | 2-1 | 6-2 |
| 2    | Spartak Subotica | 6   | 3 | 2 | 0 | 1 | 13 | 3  | +10  |  | Spartak Subotica |  |     | 6-0 | 7-1 |
| 3    | ŽFK Breznica     | 1   | 3 | 0 | 1 | 2 | 3  | 10 | -7   |  | ŽFK Breznica     |  |     |     | 2-2 |
| 4    | MS Kiryat Gat    | 1   | 3 | 0 | 1 | 2 | 5  | 15 | -10  |  | MS Kiryat Gat    |  |     |     |     |

### Groupe 10
Les matchs se déroulent à Sarajevo en Bosnie-Herzégovine.
| Rang | Équipe            | Pts | J | G | N | P | Bp | Bc | Diff |  | Résultats         |  |     |     |     |
| ---- | ----------------- | --- | - | - | - | - | -- | -- | ---- |  | ----------------- |  | --- | --- | --- |
| 1    | PAOK Salonique    | 9   | 3 | 3 | 0 | 0 | 12 | 0  | +12  |  | PAOK Salonique    |  | 1-0 | 3-0 | 8-0 |
| 2    | Vllaznia Shkodër  | 6   | 3 | 2 | 0 | 1 | 3  | 1  | +2   |  | Vllaznia Shkodër  |  |     | 1-0 | 2-0 |
| 3    | SFK 2000 Sarajevo | 3   | 3 | 1 | 0 | 2 | 3  | 4  | -1   |  | SFK 2000 Sarajevo |  |     |     | 3-0 |
| 4    | SC Bettembourg    | 0   | 3 | 0 | 0 | 3 | 0  | 13 | -13  |  | SC Bettembourg    |  |     |     |     |

### Deuxièmes des groupes
Les résultats des deuxièmes de chaque groupe sont repris dans un autre classement où l'on ne tient compte que des résultats face au premier et au troisième de chaque groupe. Le meilleur se qualifie également pour les seizièmes de finale.
| Rang | Équipe             | Pts | J | G | N | P | Bp | Bc | Diff |
| ---- | ------------------ | --- | - | - | - | - | -- | -- | ---- |
| 1    | FC Zürich Frauen   | 4   | 2 | 1 | 1 | 0 | 2  | 1  | +1   |
| 2    | Spartak Subotica   | 3   | 2 | 1 | 0 | 1 | 6  | 2  | +4   |
| 3    | ŽNK Osijek         | 3   | 2 | 1 | 0 | 1 | 4  | 1  | +3   |
| 4    | Konak Belediyespor | 3   | 2 | 1 | 0 | 1 | 6  | 4  | +2   |
| 5    | Sporting Portugal  | 3   | 2 | 1 | 0 | 1 | 3  | 2  | +1   |
| 6    | Vllaznia Shkodër   | 3   | 2 | 1 | 0 | 1 | 1  | 1  | 0    |
| 7    | SK Sturm Graz      | 3   | 2 | 1 | 0 | 1 | 4  | 5  | -1   |
| 8    | Standard de Liège  | 3   | 2 | 1 | 0 | 1 | 2  | 3  | -1   |
| 9    | Hibernian Ladies   | 2   | 2 | 0 | 2 | 0 | 2  | 2  | 0    |
| 10   | Shelbourne Ladies  | 2   | 2 | 0 | 2 | 0 | 0  | 0  | 0    |

## Phase finale
Slavia Prague
Sparta Prague

### Seizièmes de finale
Les clubs en italique correspondent aux équipes qualifiées via la phase de qualification. Le coefficient UEFA des clubs, déterminant les têtes de série, est indiqué entre parenthèses. Les têtes de série jouent leur match retour à domicile. Le tirage au sort a lieu le 1er septembre 2017 à Nyon.
| Têtes de série | Non-têtes de série |
| --- | --- |
| - Olympique lyonnais (111.400 - Tenant du titre) - VfL Wolfsbourg (129.380) - FC Rosengård (83.925) - FC Barcelone (68.520) - Fortuna Hjørring (54.705) - Bayern Munich (48.380) - Brøndby IF (47.705) - Zürich (43.890) - WFC Rossiyanka (37.715) - Manchester City (36.490) - Glasgow City (34.580) - Zvezda 2005 (33.715) - ACF Brescia (33.210) - Slavia Prague (31.890) - Sparta Prague (31.890) - Linköpings FC (30.295) | - Chelsea LFC (29.490) - Montpellier (26.400) - Lillestrøm (26.075) - BIIK Kazygurt (24.930) - Apollon Limassol (23.940) - FSK St. Pölten-Spratzern (21.420) - Atlético de Madrid (20.520) - Olimpia Cluj (19.950) - Medyk Konin (19.600) - Gintra Universitetas (15.960) - Stjarnan (15.610) - Fiorentina (12.210) - Avaldsnes IL (12.075) - FK Minsk (10.800) - PAOK (10.305) - Ajax Amsterdam (8.250) |

Les matchs aller se déroulent les 4 et 5 octobre 2017 et les matchs retour les 11 et 12 octobre 2017.
| Équipe                   | Aller | Total  | Retour | Équipe             |
| ------------------------ | ----- | ------ | ------ | ------------------ |
| Stjarnan                 | 1 - 1 | 5 - 1  | 4 - 0  | WFC Rossiyanka     |
| Fiorentina               | 2 - 1 | 2 - 1  | 0 - 0  | Fortuna Hjørring   |
| Apollon Limassol         | 0 - 1 | 0 - 4  | 0 - 3  | Linköpings FC      |
| Montpellier              | 0 - 1 | 2 - 1  | 2 - 0  | Zvezda 2005        |
| BIIK Kazygurt            | 3 - 0 | E4 - 4 | 1 - 4  | Glasgow City       |
| Gintra Universitetas     | 1 - 1 | 3 - 2  | 2 - 1  | Zürich             |
| Atlético de Madrid       | 0 - 3 | 2 - 15 | 2 - 12 | VfL Wolfsbourg     |
| Lillestrøm               | 0 - 0 | 3 - 1  | 3 - 1  | Brøndby IF         |
| Ajax Amsterdam           | 1 - 0 | 1 - 2  | 0 - 2  | ACF Brescia        |
| FSK St. Pölten-Spratzern | 0 - 3 | 0 - 6  | 0 - 3  | Manchester City    |
| Chelsea LFC              | 1 - 0 | E2 - 2 | 1 - 2  | Bayern Munich      |
| FK Minsk                 | 1 - 3 | 4 - 7  | 3 - 4  | Slavia Prague      |
| Medyk Konin              | 0 - 5 | 0 - 14 | 0 - 9  | Olympique lyonnais |
| PAOK                     | 0 - 5 | 0 - 8  | 0 - 3  | Sparta Prague      |
| Olimpia Cluj             | 0 - 1 | 0 - 5  | 0 - 4  | FC Rosengård       |
| Avaldsnes IL             | 0 - 4 | 0 - 6  | 0 - 2  | FC Barcelone       |

### Huitièmes de finale
Le tirage au sort des huitièmes de finale a lieu le 16 octobre 2017.
- Les huit clubs disposant des coefficients les plus élevés sont têtes de série et sont placés dans un chapeau. Dans l'autre chapeau sont placés les clubs non tête de série.
- Aucun club ne peut rencontrer un adversaire d'une même association.
- Un tirage séparé détermine qui jouera l'aller à domicile (et donc le retour à l'extérieur).

| Têtes de série | Non-têtes de série |
| --- | --- |
| - VfL Wolfsbourg (129.380) - Olympique lyonnais (111.400) - FC Rosengård (83.925) - FC Barcelone (68.520) - Manchester City (36.490) - ACF Brescia (33.210) - Slavia Prague (31.890) - Sparta Prague (31.890) | - Linköpings FC (30.295) - Chelsea LFC (29.490) - Montpellier (26.400) - Lillestrøm (26.075) - BIIK Kazygurt (24.930) - Gintra Universitetas (15.960) - Stjarnan (15.610) - Fiorentina (12.210) |

Les matchs aller se déroulent les 8 et 9 novembre 2017 et les matchs retour les 15 et 16 novembre 2017.
| Équipe               | Aller | Total  | Retour | Équipe             |
| -------------------- | ----- | ------ | ------ | ------------------ |
| Sparta Prague        | 1 - 1 | 1 - 4  | 0 - 3  | Linköpings FC      |
| Gintra Universitetas | 0 - 6 | 0 - 9  | 0 - 3  | FC Barcelone       |
| Chelsea LFC          | 3 - 0 | 4 - 0  | 1 - 0  | FC Rosengård       |
| Lillestrøm           | 0 - 5 | 1 - 7  | 1 - 2  | Manchester City    |
| ACF Brescia          | 2 - 3 | 2 - 9  | 0 - 6  | Montpellier        |
| BIIK Kazygurt        | 0 - 7 | 0 - 16 | 0 - 9  | Olympique lyonnais |
| Fiorentina           | 0 - 4 | 3 - 7  | 3 - 3  | VfL Wolfsbourg     |
| Stjarnan             | 1 - 2 | 1 - 2  | 0 - 0  | Slavia Prague      |

### Tableau final
|  | Quarts de finale   | Quarts de finale   | Quarts de finale          | Quarts de finale   |                 |                 | Demi-finales              | Demi-finales              | Demi-finales              | Demi-finales              |  |  | Finale      | Finale      | Finale      | Finale      |
|  |                    |                    |                           |                    |                 |                 |                           |                           |                           |                           |  |  |             |             |             |             |
|  | 21 et 28 mars 2018 | 21 et 28 mars 2018 | 21 et 28 mars 2018        | 21 et 28 mars 2018 |                 |                 | 21-22 et 28-29 avril 2018 | 21-22 et 28-29 avril 2018 | 21-22 et 28-29 avril 2018 | 21-22 et 28-29 avril 2018 |  |  | 24 mai 2018 | 24 mai 2018 | 24 mai 2018 | 24 mai 2018 |
|  | 21 et 28 mars 2018 | 21 et 28 mars 2018 | 21 et 28 mars 2018        | 21 et 28 mars 2018 |                 |                 | 21-22 et 28-29 avril 2018 | 21-22 et 28-29 avril 2018 | 21-22 et 28-29 avril 2018 | 21-22 et 28-29 avril 2018 |  |  | 24 mai 2018 | 24 mai 2018 | 24 mai 2018 | 24 mai 2018 |
|  | Montpellier        | Montpellier        | 0                         | 1                  |                 |                 | 21-22 et 28-29 avril 2018 | 21-22 et 28-29 avril 2018 | 21-22 et 28-29 avril 2018 | 21-22 et 28-29 avril 2018 |  |  | 24 mai 2018 | 24 mai 2018 | 24 mai 2018 | 24 mai 2018 |
|  | Montpellier        | Montpellier        | 0                         | 1                  |                 |                 | 21-22 et 28-29 avril 2018 | 21-22 et 28-29 avril 2018 | 21-22 et 28-29 avril 2018 | 21-22 et 28-29 avril 2018 |  |  | 24 mai 2018 | 24 mai 2018 | 24 mai 2018 | 24 mai 2018 |
|  | Chelsea LFC        | Chelsea LFC        | 2                         | 3                  |                 |                 | 21-22 et 28-29 avril 2018 | 21-22 et 28-29 avril 2018 | 21-22 et 28-29 avril 2018 | 21-22 et 28-29 avril 2018 |  |  | 24 mai 2018 | 24 mai 2018 | 24 mai 2018 | 24 mai 2018 |
|  | Chelsea LFC        | Chelsea LFC        | 2                         | 3                  | Chelsea LFC     | Chelsea LFC     | 1                         | 0                         |                           |                           |  |  | 24 mai 2018 | 24 mai 2018 | 24 mai 2018 | 24 mai 2018 |
|  | 22 et 28 mars 2018 |                    |                           |                    | Chelsea LFC     | Chelsea LFC     | 1                         | 0                         |                           |                           |  |  | 24 mai 2018 | 24 mai 2018 | 24 mai 2018 | 24 mai 2018 |
|  |                    |                    | VfL Wolfsbourg            | VfL Wolfsbourg     | 3               | 2               |                           |                           |                           |                           |  |  | 24 mai 2018 | 24 mai 2018 | 24 mai 2018 | 24 mai 2018 |
|  | VfL Wolfsbourg     | VfL Wolfsbourg     | VfL Wolfsbourg            | VfL Wolfsbourg     | 3               | 2               | 5                         | 1                         |                           |                           |  |  | 24 mai 2018 | 24 mai 2018 | 24 mai 2018 | 24 mai 2018 |
|  | VfL Wolfsbourg     | VfL Wolfsbourg     | 21-22 et 28-29 avril 2018 |                    |                 |                 | 5                         | 1                         |                           |                           |  |  | 24 mai 2018 | 24 mai 2018 | 24 mai 2018 | 24 mai 2018 |
|  | Slavia Prague      | Slavia Prague      | 0                         | 1                  |                 |                 |                           |                           |                           |                           |  |  | 24 mai 2018 | 24 mai 2018 | 24 mai 2018 | 24 mai 2018 |
|  | Slavia Prague      | Slavia Prague      | 0                         | 1                  | VfL Wolfsbourg  | VfL Wolfsbourg  | 1                         | 1                         |                           |                           |  |  |             |             |             |             |
|  | 21 et 28 mars 2018 |                    |                           |                    | VfL Wolfsbourg  | VfL Wolfsbourg  | 1                         | 1                         |                           |                           |  |  |             |             |             |             |
|  |                    |                    | Olympique lyonnais        | Olympique lyonnais | 4               | 4               |                           |                           |                           |                           |  |  |             |             |             |             |
|  | Manchester City    | Manchester City    | Olympique lyonnais        | Olympique lyonnais | 4               | 4               | 2                         | 5                         |                           |                           |  |  |             |             |             |             |
|  | Manchester City    | Manchester City    |                           |                    |                 |                 |                           |                           |                           |                           |  |  |             |             |             |             |
|  | Linköpings FC      | Linköpings FC      | 0                         | 3                  |                 |                 |                           |                           |                           |                           |  |  |             |             |             |             |
|  | Linköpings FC      | Linköpings FC      | 0                         | 3                  | Manchester City | Manchester City | 0                         | 0                         |                           |                           |  |  |             |             |             |             |
|  | 22 et 28 mars 2018 |                    |                           |                    | Manchester City | Manchester City | 0                         | 0                         |                           |                           |  |  |             |             |             |             |
|  |                    |                    | Olympique lyonnais        | Olympique lyonnais | 0               | 1               |                           |                           |                           |                           |  |  |             |             |             |             |
|  | Olympique lyonnais | Olympique lyonnais | Olympique lyonnais        | Olympique lyonnais | 0               | 1               | 2                         | 1                         |                           |                           |  |  |             |             |             |             |
|  | Olympique lyonnais | Olympique lyonnais |                           |                    |                 |                 |                           | 1                         |                           |                           |  |  |             |             |             |             |
|  | FC Barcelone       | FC Barcelone       | 1                         | 0                  |                 |                 |                           |                           |                           |                           |  |  |             |             |             |             |
|  | FC Barcelone       | FC Barcelone       | 1                         | 0                  |                 |                 |                           |                           |                           |                           |  |  |             |             |             |             |
|  |                    |                    |                           |                    |                 |                 |                           |                           |                           |                           |  |  |             |             |             |             |

( ) = Tirs au but; ap = Après prolongation; e = Victoire aux buts marqués à l'extérieur; f = Victoire par forfait

### Quarts de finale
Le tirage au sort des quarts de finale ont lieu le 24 novembre 2017 à Nyon.
Les huit équipes qui restent dans la compétition sont soumises à un tirage intégral. Il n'y a aucune tête de série et les équipes d'un même pays peuvent se rencontrer. Pour les quarts de finale, les huit boules sont placées dans une vasque et mélangées. La première équipe tirée accueille la deuxième au match aller. La procédure est la même pour les trois autres matches.
Pour le tirage des demi-finales, quatre morceaux de papier portant la mention "Vainqueur quart de finale 1" à "Vainqueur quart de finale 4" sont placés dans une vasque. Le tirage est similaire à celui des quarts de finale. Un autre tirage détermine qui, des deux finalistes, sera l'équipe qui recevra en finale.
Les équipes qualifiées pour les quarts de finale sont :
- Olympique lyonnais
- VfL Wolfsbourg
- FC Barcelone
- Manchester City
- Linköpings FC
- Slavia Prague
- Chelsea LFC
- Montpellier

Les matchs ont lieu les 21-22 et 28-29 mars 2018.
| Équipe             | Aller | Total | Retour | Équipe        |
| ------------------ | ----- | ----- | ------ | ------------- |
| Montpellier        | 0 - 2 | 1 - 5 | 1 - 3  | Chelsea LFC   |
| VfL Wolfsbourg     | 5 - 0 | 6 - 1 | 1 - 1  | Slavia Prague |
| Manchester City    | 2 - 0 | 7 - 3 | 5 - 3  | Linköpings FC |
| Olympique lyonnais | 2 - 1 | 3 - 1 | 1 - 0  | FC Barcelone  |

### Demi-finales
Les matchs ont lieu les 22 et 29 avril 2018.
| Équipe          | Aller | Total | Retour | Équipe             |
| --------------- | ----- | ----- | ------ | ------------------ |
| Chelsea LFC     | 1 - 3 | 1 - 5 | 0 - 2  | VfL Wolfsbourg     |
| Manchester City | 0 - 0 | 0 - 1 | 0 - 1  | Olympique lyonnais |

### Finale
| 24 mai 2018  | VfL Wolfsbourg      | 1 – 4 a. p. | Olympique lyonnais                                                                   | Stade Dynamo Lobanovski, Kiev                                                                              | |
| 18 h 00 CEST | Pernille Harder 93e |             | 98e Amandine Henry · 99e Eugénie Le Sommer · 103e Ada Hegerberg · 118e Camille Abily | Spectateurs : 14 237 Arbitrage : Jana Adámková Sian Massey (a) Sanja Rodjak-Karšić (a) Kateryna Monzul (q) | Spectateurs : 14 237 Arbitrage : Jana Adámková Sian Massey (a) Sanja Rodjak-Karšić (a) Kateryna Monzul (q) |
| 18 h 00 CEST | Rapport             |             |                                                                                      | Spectateurs : 14 237 Arbitrage : Jana Adámková Sian Massey (a) Sanja Rodjak-Karšić (a) Kateryna Monzul (q) | Spectateurs : 14 237 Arbitrage : Jana Adámková Sian Massey (a) Sanja Rodjak-Karšić (a) Kateryna Monzul (q) |

| G              | 1  | Almuth Schult            |   |          |
| D              | 4  | Nilla Fischer            |   |          |
| D              | 16 | Noëlle Maritz            | 0 | 80e      |
| M              | 7  | Sara Björk Gunnarsdóttir | 0 | 57e      |
| M              | 9  | Anna Blässe              | 0 |          |
| M              | 21 | Lara Dickenmann          | 0 | 89e      |
| M              | 28 | Lena Goeßling            | 0 |          |
| A              | 11 | Alexandra Popp           | 0 | 72e, 96e |
| A              | 17 | Ewa Pajor                | 0 |          |
| A              | 22 | Pernille Harder          |   |          |
| A              | 26 | Caroline Graham Hansen   | 0 | 46e      |
| Remplaçantes : |    |                          |   |          |
| D              | 24 | Joelle Wedemeyer         | 0 | 57e      |
| M              | 27 | Isabel Kerschowski       | 0 | 89e      |
| A              | 10 | Tessa Wullaert           | 0 | 46e      |
| Entraîneur :   |    |                          |   |          |
| Stephan Lerch  |    |                          |   |          |

| G              | 16 | Sarah Bouhaddi        |   |      |     |
| D              | 3  | Wendie Renard         |   |      |     |
| D              | 7  | Amel Majri            |   |      |     |
| D              | 22 | Lucy Bronze           | 0 |      |     |
| D              | 29 | Griedge Mbock         |   |      |     |
| M              | 5  | Saki Kumagai          | 0 | 95e  |     |
| M              | 9  | Eugénie Le Sommer     | 0 | 114e |     |
| M              | 10 | Dzsenifer Marozsán    |   |      |     |
| M              | 26 | Amandine Henry        | 0 |      |     |
| A              | 4  | Selma Bacha           | 0 | 61e  | 65e |
| A              | 14 | Ada Hegerberg         |   |      |     |
| Remplaçantes : |    |                       |   |      |     |
| M              | 20 | Delphine Cascarino    | 0 | 65e  |     |
| M              | 23 | Camille Abily         | 0 | 114e |     |
| A              | 19 | Shanice van de Sanden | 0 | 95e  |     |
| Entraîneur :   |    |                       |   |      |     |
| Reynald Pedros |    |                       |   |      |     |

| Champion d'Europe 2018             |
| ---------------------------------- |
| Drapeau de la France               |
| Olympique lyonnais Cinquième Titre |

## Classements annexes
- Dernière mise à jour faite le 14 juillet 2018.
- Statistiques officielles de l'UEFA.
- Rencontres de qualification non-incluses.

### Buteuses
| Rang | Buteuse                  | Club               | Buts | Minutes jouées |
| ---- | ------------------------ | ------------------ | ---- | -------------- |
| 1    | Ada Hegerberg            | Olympique Lyonnais | 15   | 811            |
| 2    | Pernille Harder          | Vfl Wolfsburg      | 8    | 676            |
| 3    | Camille Abily            | Olympique Lyonnais | 6    | 440            |
| 3    | Sara Björk Gunnarsdóttir | Vfl Wolfsburg      | 6    | 670            |
| 5    | Kateřina Svitková        | Slavia Prague      | 5    | 540            |
| 6    | Jane Ross                | Manchester City    | 4    | 367            |
| 6    | Tessa Wullaert           | Vfl Wolfsburg      | 4    | 406            |
| 6    | Sofia Jakobsson          | Montpellier HSC    | 4    | 424            |
| 6    | Ewa Pajor                | Vfl Wolfsburg      | 4    | 467            |
| 6    | Lina Hurtig              | Linköping          | 4    | 536            |
| 6    | Fran Kirby               | Chelsea LFC        | 4    | 574            |
| 6    | Nikita Parris            | Manchester City    | 4    | 648            |
| 6    | Alexandra Popp           | Vfl Wolfsburg      | 4    | 694            |
| 6    | Wendie Renard            | Olympique Lyonnais | 4    | 710            |
| 6    | Eugénie Le Sommer        | Olympique Lyonnais | 4    | 731            |

Source: UEFA,

### Passeuses
| Rang | Passeuse               | Club               | Passes décisives | Minutes jouées |
| ---- | ---------------------- | ------------------ | ---------------- | -------------- |
| 1    | Shanice van de Sanden  | Olympique Lyonnais | 6                | 190            |
| 1    | Pernille Harder        | Vfl Wolfsburg      | 6                | 676            |
| 1    | Alexandra Popp         | Vfl Wolfsburg      | 6                | 694            |
| 3    | Camille Abily          | Olympique Lyonnais | 5                | 440            |
| 3    | Caroline Graham Hansen | Vfl Wolfsburg      | 5                | 526            |
| 3    | Amel Majri             | Olympique Lyonnais | 5                | 796            |
| 6    | Melissa Lawley         | Manchester City    | 4                | 358            |
| 7    | Natasa Andonova        | FC Barcelone       | 3                | 323            |
| 7    | Tessa Wullaert         | Vfl Wolfsburg      | 3                | 406            |
| 7    | Klára Cahynová         | Slavia Prague      | 3                | 360            |
| 7    | Stina Blackstenius     | Montpellier HSC    | 3                | 454            |
| 7    | Fran Kirby             | Chelsea LFC        | 3                | 574            |
| 7    | Dzsenifer Marozsán     | Olympique Lyonnais | 3                | 728            |
| 7    | Demi Stokes            | Manchester City    | 3                | 673            |

## Nombre d'équipes par association et par tour
L'ordre des fédérations est établi suivant le classement UEFA des pays en 2017.
| Association        |  | Tour de qualification | Qualif. directes | Seizièmes de finale                | Huitièmes de finale            | Quarts de finale           | Demi-finales               | Finale       |
| ------------------ |  | --------------------- | ---------------- | ---------------------------------- | ------------------------------ | -------------------------- | -------------------------- | ------------ |
| Allemagne          |  |                       | +2               | 2 Wolfsbourg, Munich               | 1 Wolfsbourg                   | 1 Wolfsbourg               | 1 Wolfsbourg               | 1 Wolfsbourg |
| France             |  |                       | +2               | 2 Lyon, Montpellier                | 2 Lyon, Montpellier            | 2 Lyon, Montpellier        | 1 Lyon                     | 1 Lyon       |
| Suède              |  |                       | +2               | 2 Linköpings FC, Rosengård         | 2 Linköpings FC, Rosengård     | 1 Linköpings FC            |                            |              |
| Angleterre         |  |                       | +2               | 2 Manchester City, Chelsea         | 2 Manchester City, Chelsea     | 2 Manchester City, Chelsea | 2 Manchester City, Chelsea |              |
| Espagne            |  |                       | +2               | 2 Atlético de Madrid, FC Barcelone | 1 FC Barcelone                 | 1 FC Barcelone             |                            |              |
| Russie             |  |                       | +2               | 2 Rossiyanka, Zvezda               |                                |                            |                            |              |
| Italie             |  |                       | +2               | 2 Fiorentina, Brescia              | 2 Fiorentina, Brescia          |                            |                            |              |
| Danemark           |  |                       | +2               | 2 Brøndby, Hjørring                |                                |                            |                            |              |
| République tchèque |  |                       | +2               | 2 Slavia Prague, Sparta Prague     | 2 Slavia Prague, Sparta Prague | 1 Slavia Prague            |                            |              |
| Autriche           |  | 1 Graz                | +1               | 1 Sankt Pölten                     |                                |                            |                            |              |
| Écosse             |  | 1 Hibernian Ladies    | +1               | 1 Glasgow City                     |                                |                            |                            |              |
| Norvège            |  | 1 Avaldsnes           | +1               | 2 Lillestrøm, Avaldsnes            | 1 Lillestrøm                   |                            |                            |              |
| Suisse             |  | 1 Zürich              | +0               | 1 Zürich                           |                                |                            |                            |              |
| Pays-Bas           |  | 1 Ajax Amsterdam      | +0               | 1 Ajax Amsterdam                   |                                |                            |                            |              |
| Kazakhstan         |  | 1 Kazygurt            | +0               | 1 Kazygurt                         | 1 Kazygurt                     |                            |                            |              |
| Pologne            |  | 1 Konin               | +0               | 1 Konin                            |                                |                            |                            |              |
| Chypre             |  | 1 Apollon Limassol    | +0               | 1 Apollon Limassol                 |                                |                            |                            |              |
| Islande            |  | 1 Stjarnan            | +0               | 1 Stjarnan                         | 1 Stjarnan                     |                            |                            |              |
| Serbie             |  | 1 Subotica            | +0               |                                    |                                |                            |                            |              |
| Roumanie           |  | 1 Cluj                | +0               | 1 Cluj                             |                                |                            |                            |              |
| Hongrie            |  | 1 Ferencváros         | +0               |                                    |                                |                            |                            |              |
| Belgique           |  | 1 Standard Liège      | +0               |                                    |                                |                            |                            |              |
| Bosnie Herzégovine |  | 1 Sarajevo            | +0               |                                    |                                |                            |                            |              |
| Lituanie           |  | 1 Gintra Univ.        | +0               | 1 Gintra Universitetas             | 1 Gintra Universitetas         |                            |                            |              |
| Turquie            |  | 1 Konak               | +0               |                                    |                                |                            |                            |              |
| Slovénie           |  | 1 Pomurje             | +0               |                                    |                                |                            |                            |              |
| Finlande           |  | 1 PK-35               | +0               |                                    |                                |                            |                            |              |
| Portugal           |  | 1 Benfica             | +0               |                                    |                                |                            |                            |              |
| Biélorussie        |  | 1 Minsk               | +0               | 1 Minsk                            |                                |                            |                            |              |
| Ukraine            |  | 1 Kharkiv             | +0               |                                    |                                |                            |                            |              |
| Grèce              |  | 1 PAOK Salonique      | +0               | 1 PAOK Salonique                   |                                |                            |                            |              |
| Irlande            |  | 1 Wexford             | +0               |                                    |                                |                            |                            |              |
| Croatie            |  | 1 Osijek              | +0               |                                    |                                |                            |                            |              |
| Israël             |  | 1 Ramat Ha-Sharon     | +0               |                                    |                                |                            |                            |              |
| Estonie            |  | 1 Pärnu               | +0               |                                    |                                |                            |                            |              |
| Bulgarie           |  | 1 Sofia               | +0               |                                    |                                |                            |                            |              |
| Slovaquie          |  | 1 Slovan Bratislava   | +0               |                                    |                                |                            |                            |              |
| Îles Féroé         |  | 1 Klaksvík            | +0               |                                    |                                |                            |                            |              |
| Irlande du Nord    |  | 1 Newry City          | +0               |                                    |                                |                            |                            |              |
| Pays de Galles     |  | 1 Cardiff Met.        | +0               |                                    |                                |                            |                            |              |
| Monténégro         |  | 1 Breznica            | +0               |                                    |                                |                            |                            |              |
| Albanie            |  | 1 Vllaznia Shkodër    | +0               |                                    |                                |                            |                            |              |
| Kosovo             |  | 1 Hajvalia            | +0               |                                    |                                |                            |                            |              |
| Lettonie           |  | 1 Rīgas               | +0               |                                    |                                |                            |                            |              |
| Macédoine          |  | 1 Dragon 2014         | +0               |                                    |                                |                            |                            |              |
| Moldavie           |  | 1 Criuleni            | +0               |                                    |                                |                            |                            |              |
| Malte              |  | 1 Hibernians FC       | +0               |                                    |                                |                            |                            |              |